# Парламентские выборы в Чехословакии (1992)

## Народная палата
| Партия                                                                         | Доля голосов | Мест получено |
| Гражданская Демократическая партия — Христианско-демократическая партия        | 23 %         | 48            |
| Движению за демократическую Словакию                                           | 10,8 %       | 24            |
| Коммунистическая партия Чехии и Моравии                                        | 2,7 %        | 19            |
| Чешская социал-демократическая партия — Социал-демократическая партия Словакии | 6,8 %        | 10            |
| Партия демократических левых                                                   | 4,7 %        | 10            |
| Коалиция за республику — Республиканская партия Чехословакии                   | 4,5 %        | 8             |
| Христианско-демократический союз — Чехословацкая Народная партия               | 4 %          | 7             |
| Социал-либеральный союз                                                        | 4 %          | 7             |
| Гражданский Демократический альянс                                             | 3,4 %        | 0             |
| Словацкая национальная партия                                                  | 3,0          | 6             |
| Движение за самоуправляемую демократию — Партия за Моравию и Силезию           | 2,9 %        | 0             |
| Христианско-демократической движение                                           | 2,9 %        | 6             |
| Прочие партии                                                                  | 24,3 %       | 5             |
| Всего                                                                          | 100 %        | 150           |

## Палата национальностей
| Партия                                                                         | Доля голосов | Мест получено |
| Гражданская Демократическая партия — Христианско-демократическая партия        | 22,6 %       | 37            |
| Движению за демократическую Словакию                                           | 10,9 %       | 33            |
| Коммунистическая партия Чехии и Моравии                                        | 9,8 %        | 15            |
| Чешская социал-демократическая партия — Социал-демократическая партия Словакии | 6,6 %        | 11            |
| Партия демократических левых                                                   | 4,5 %        | 13            |
| Коалиция за республику — Республиканская партия Чехословакии                   | 4,4 %        | 6             |
| Христианско-демократический союз — Чехословацкая Народная партия               | 4,1 %        | 6             |
| Социал-либеральный союз                                                        | 4,1 %        | 5             |
| Движение за самоуправляемую демократию — Партия за Моравию и Силезию           | 3,4 %        | 0             |
| Гражданское движение                                                           | 3,2 %        | 0             |
| Словацкая Национальная партия                                                  | 3 %          | 9             |
| Христианско-демократической движение                                           | 2,8 %        | 8             |
| Гражданский демократический альянс                                             | 2,8 %        | 0             |
| Прочие партии                                                                  | 17,8 %       | 7             |
| Всего                                                                          | 100 %        | 150           |